# Revere (Missouri)
Pour les articles homonymes, voir Revere.
Revere est un village du comté de Clark, dans le Missouri, aux États-Unis,. Situé à l'est du comté, baptisé en référence à Paul Revere, il est fondé en 1887 et incorporé en 1898.

## Démographie
Lors du recensement de 2010, le village comptait une population de 79 habitants. Elle est estimée, en 2016, à 75 habitants.

## Source de la traduction
- (en) Cet article est partiellement ou en totalité issu de l’article de Wikipédia en anglais intitulé « Revere, Missouri » (voir la liste des auteurs).